# 武当山站

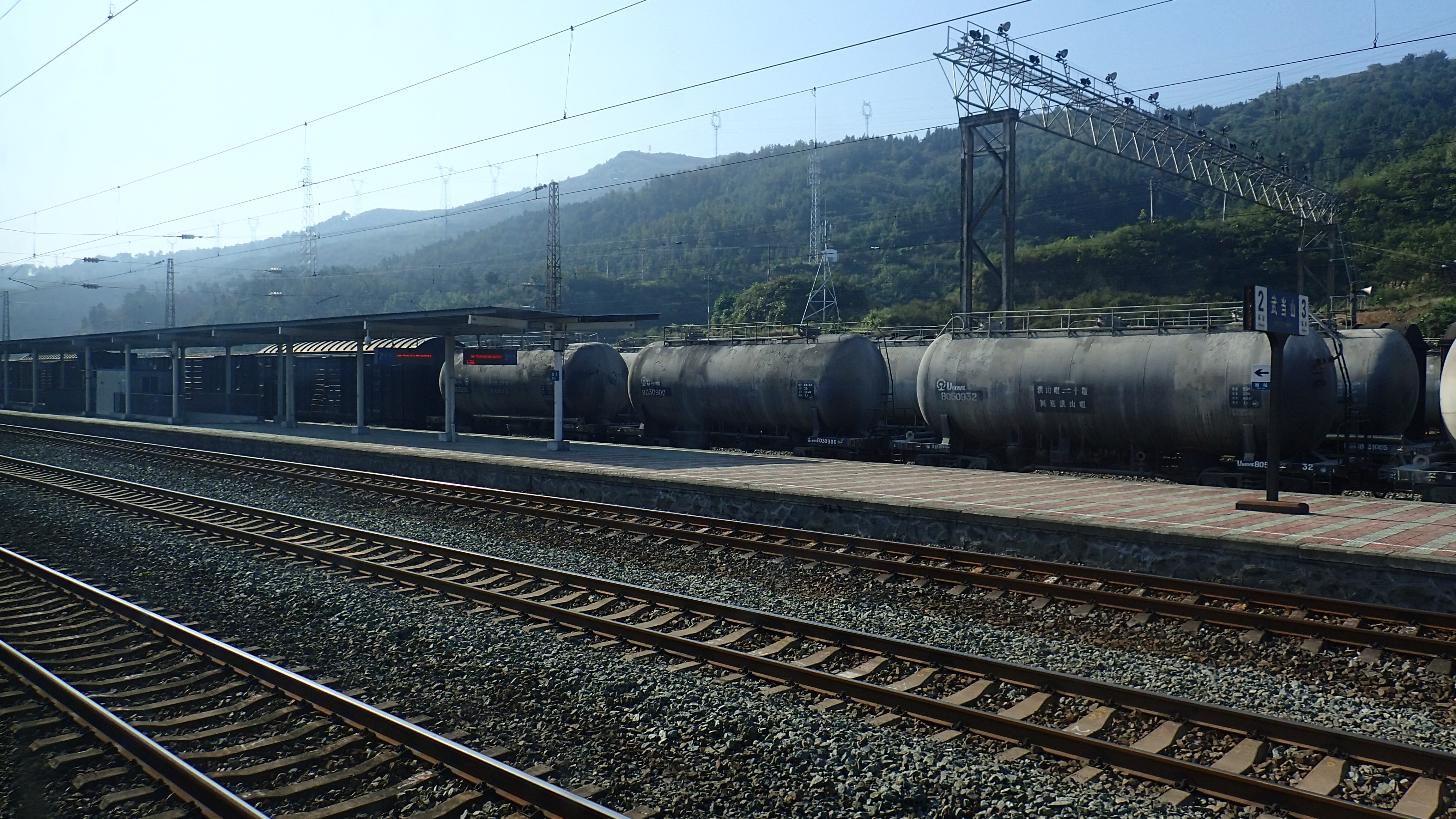
2016年，列车上拍摄的武当山站站场

武当山站（原站名为六里坪站），位于中华人民共和国湖北省十堰市丹江口市六里坪镇，是襄渝铁路上的火车站，始建于1969年3月，2009年10月1日改为现名。为保护武当山的古建筑玉虚宫遗址，原武当山站于2009年8月8日正式停用，旧站位置在湖北省十堰市丹江口市武当山特区，由中国铁路武汉局集团管辖。目前本站仅办理货运业务。

## 歷史
六里坪站始建于1969年3月，1975年初建成。1976年，因应襄渝线湖北段开通临时运营，本站西侧的六里坪电力机务段成立。
2006年重新勘测设计的襄渝二线武当山段建设方案显示，襄渝下行线不再经由原武当山站（原称草店站、老营宫站），原武当山站于2009年8月8日关闭，客运业务转移至六里坪站。2009年10月1日，改造后的六里坪站更名为武当山站。
2023年，本站停办旅客业务。

## 車站周邊
- 武当山园春宾馆
- 武当山昊源宾馆
- 国盛宾馆
- 十堰市铁路医院
- 大柳树小学
- 农村信用合作社六里坪大柳树分社
- 大柳树村卫生室
- 十堰市青少年校外活动中心
- 福银高速公路